# Страбан
Страба̀н (на английски: Strabane; на ирландски: An Srath Bán, на английски се изговаря strəˈbæn) е град в западната част на Северна Ирландия. Разположен е на границата с Ирландия около мястото на вливането на реките Фин и Морн в река Фойл в графство Тайроун на около 120 km по въздуха западно от столицата Белфаст. До него на границата е ирландския град Лифорд. Главен административен център на район Страбан. Населението му е около 16 000 жители.

## Побратимени градове
- Цойленрода Трибес, Германия